# Tisicrate di Crotone
Tisicrate di Crotone (in greco antico: Τεισικράτης?, Tisicrătes;; Crotone, ... – Crotone, dopo il 492 a.C.) è stato un atleta greco antico.

## Biografia
Tisicrate, cittadino di Crotone, vinse due edizioni dei Giochi olimpici: la LXXI edizione nel 496 a.C. e la LXXII nel 492 a.C., entrambe nella specialità stadion. Viene ricordato anche da Dionigi di Alicarnasso per le sue due vittorie.